# Хъдсън Бей (компания)
„Хъдсън Бей“ (на английски: Hudson's Bay Company; на френски: Compagnie de la Baie d'Hudson) е най-старата търговска компания в англоезичния свят, основана на 2 май 1670 г. със седалище в Лондон и с главно управление в Брамптън, Канада.
През 17 век търговията с кожи е основна търговска дейност в Северна Америка. Двама френски търговци са първите, които предлагат да се създаде търговско дружество и търговията да се разшири далеч на запад, където животните с ценна кожа са в изобилие. След като не получават френска подкрепа за плановете си те отиват в Англия през 1665 г. и успяват да убедят краля чрез принц Рупърт да ги подкрепи. Първите кораби са изпратени към Америка през 1668 г., а кралската харта за създаване на дружеството е провъзгласена на 2 май 1670 г. На новата компания са предоставени големи правомощия и изключителни права върху търговията над обширен район около Хъдсъновия залив наречен Земя Рупърт. Постепенно компанията се развива като акционерно дружество с централно управление, главен управител в Америка и местните търговци по пунктове, всички отчитащи се пред централата в Лондон.
След есенния и зимен лов местните индиански народи отнасят натрупаните кожи в търговските постове, където ги заменят за европейски стоки.
В резултат на участието им в тази търговия много индианци изоставят традиционния си начин на живот и стават изключително зависими от европейските стоки. Необходимостта от все повече кожи за търговия кара много от индианците да търсят нови ловни територии и по-добра позиция в търговията. В резултат на това и голямата конкуренция между местните народи избухват въоръжени конфликти, които опустошават племената наред с новите болести донесени от колонистите.
До 1763 г. компанията е в постоянна борба за контрол над търговията с французите в южните части на Земя Рупърт. През 1713 г. Франция чрез Договора от Утрехт признава претенциите на Англия на Хъдсъновия залив. През следващите 60 години компанията се ограничава да отваря търговски постове само на устията на големите реките вливащи се в залива. Нежеланието и да установи търговски постове във вътрешността е използвана умело от конкуренцията, която навлиза във вътрешността, за да е по-близо до индианците. Също така това съперничество е използвано и от индианците, които се опитват да извлекат по-голяма възвръщаемост за своите кожи.
След договора от Париж през 1763 г. френската конкуренция на дружеството е заменена с много по-страшна. Новата Северозападна компания със седалище в Монреал развива обширна търговска мрежа, достигаща до река Макензи и Тихия океан. До 1774 г. търговията на Компанията Хъдсън Бей е толкова силно подбита, че управителният съвет предприема агресивна политика на разширяване, започвайки с изграждането на Къмбърланд Хаус в долната част на река Саскачиуан. Конкуренцията между двете дружества се изостря още повече и на места наред с икономическите конфликти избухва и насилие. През 1821 г. след сливането на двете дружества нещата се оправят и британския парламент потвърждава и разширява монополните права на новото дружество.
Обединяването на различните бизнес традиции на Северозападната компания и Компанията Хъдсън Бей изисква промени в административната структура на новото дружество. Британска Северна Америка е разделена на търговски отдели, които след това са били разделени на райони. След сливането компанията е принудена да затвори много търговски постове, които са станали нерентабилни. Това повлиява негативно върху местните индиански групи, които са станали зависими от търговията с кожи. За да компенсира компанията започва все по-усилено да участва в предоставянето на земя на заселниците.
До 1850 г., все по-големия експанзионизъм в Канада вижда анексирането и заселването на Северозапада като съществено значение за развитието и просперитета на Канада. Експанзионисти виждат в компанията пречка за растежа на Канада и твърдят, че за да защити своите търговски интереси, тя налага широко разпространено мнение, че Северозапада е безплодна пустош, неподходяща за земеделски селища. Това твърдение е оспорено от доклади на експедиции, които насърчават заселването на запад. През 1863 г., Международно финансово общество купува контролния пакет в компанията, сигнализирайки за промяна в нейните перспективи. Повечето от новите акционери малко са заинтересовани от търговията с кожи, отколкото в спекулациите на недвижими имоти и икономическо развитие на Запад. Преговорите, проведени с Колониалната служба, а след 1867 г. и с канадското правителство води до продажбата на Земя Рупърт на Канада през 1870 г. Като част от споразумението, компанията получава 300 000 долара и 1/20 от плодородните райони отворени за заселване. В допълнение компанията запазва правото на собственост върху земите, на които бяха построени търговски обекти. Условията на това споразумение силно повлиява развитие на компанията след 1870 г. От 1874 г. компанията става основен търговец на недвижими имоти.
Участието на компанията в разработване на природни ресурси върви паралелно с търговията и дейностите с недвижимите имоти. През 1926 г. компанията е съосновател на Хъдсън Бей нефт и газ (HBOG). През 1973 г. придобива 35 процента от Сиебенс нефт и газ. През 1980 г. купува контролния пакет на Рокси петролиум. През 1982 г. инвестициите на Хъдсън Бей нефт и газ са продадени на Доум петролиум.
Икономическото развитие в Запада се ускорява след 1870 г. като компанията участва в бизнеса със заселниците. Първоначално, повечето от тази дейност се извършва в търговските постове като се водят отделни сметки за имотите и търговията с кожи. Постепенно този бизнес се отделя от търговията с кожи. През 1910 г. компанията се преструктурира в три отдела: продажби на земи, търговия с кожи и търговия на дребно. През 1913 г. компанията инвестира в изграждането на нови търговски обекти, като признава, че това има по-голям бъдещ потенциал от продажби на земя и търговията с кожи. Първият от „оригиналните шест“ универсални магазини на фирмата е открит в Калгари през същата година. Последният е открит в Уинипег през 1926 г. През 1959 г. отдел на търговията с кожи е преименуван в отдел северна търговия, докато отдела за продажби на земя е преместен в дъщерно дружество през 1961.
Работейки изцяло в западна Канада, през 1960 г. компанията започва разширяване в централна Канада. През 1970 г. на 300-на годишнина от основаването, кралица Елизабет издава нова харта за компанията, с която се отнемат повечето от разпоредбите на оригиналната харта и официално прехвърля компанията от Великобритания на Канада. Новата централа на компанията е в Уинипег, Манитоба.
След 1970 г. компанията се развива в търговията на дребно и премества управлението си в Торонто.
Компанията първа предлагат онлайн пазаруване през 2000 г. През 2004 г. компанията създаде фондация с благотворителни намерения, подкрепяйки финансово исторически проекти в цяла Канада, на Националното историческо общество, колекции артефакти и архиви. През 2005 г. компанията започва партньорството си с канадския олимпийски комитет. Това партньорство е подновено през 2011 г. и ще продължи до 2020 г. През 2006 г. американският финансист Джери Зукър придобива компанията за 1 милиард канадски долара. През 2008 г. базираната в Ню Йорк частна компания Лорд & Tайлър купува компанията от вдовицата на Зукър.
Към 2013 г. компанията има 320 магазина, а нейните стоки минават през 11-те разпределителни центрове в цялата страна.